# 史托頓號驅逐艦 (DD-73)
56°03′N 0°45′W / 56.050°N 0.750°W
史托頓號驅逐艦（舷號DD-73），轉交予英國後更名為魯德婁號，是一艘美國海軍建造的驅逐艦，為考德威爾級驅逐艦的五號艦。她是美軍第二艘以史托頓為名的軍艦，以紀念美墨戰爭時期的海軍軍官羅拔·史托頓（Robert F. Stockton）。
史托頓號在1917年於克雷普父子造船廠開始建造，在1918年下水服役，其時美國已參與第一次世界大戰。接著史托頓號被派往法國及愛爾蘭海域，掩護協約國船隻，並曾與德國潛艇交戰。戰後史托頓號留在加勒比海巡航，在1922年退役。1940年史托頓號重返現役，並根據租借法案，於同年轉交英國皇家海軍，更名為魯德婁號，以史樂郡城市魯德婁（Ludlow）為名。第二次世界大戰期間，魯德婁號主要在歐洲北海護航商船。1945年歐戰勝利紀念日後，魯德婁號退役除籍，並用作英國空軍靶艦擊沉。